# Azmiye Hami Güven
Azmiye Hami Güven (Konya, 1904 - Ankara, 1954) fou una poeta i novel·lista turca. Filla d'un professor, va ser una de les escriptores del període republicà a Turquia. És més coneguda amb la seva novel·la Hemşire Nimet (Nimet, la infermera) de 1951.